# اوست-مونی
اوست-مونی (به لاتین: Ust-Muny) یک منطقهٔ مسکونی در روسیه است که در جمهوری آلتای واقع شده‌است.